# SUN IN THE FOREST
SUN IN THE FOREST（サン・イン・ザ・フォレスト）は、ドイツで制作されたナチュリストビデオのシリーズ作。邦訳すると「森の中の太陽」といった意味になる。

## 概説
ナチュリストビデオの制作・販売を行うPojkARTからリリースされているものの中にOskarという名の少年を主人公としたシリーズ物が存在し、これはOskarシリーズと呼ばれている。「SUN IN THE FOREST」は、このOskarシリーズに含まれる五部作であり、Oskarシリーズの物語を構成する上でキーともなる位置に存在し、代表作として挙げられる。OskarシリーズとはOskar少年やその仲間たちの登場する一連のビデオ作品を指す言葉だが、物語上、彼らのヌーディズムの発端となるのが「SUN IN THE FOREST」五部作である。ただし、あくまでも物語としてのヌーディズムであって、Oskarはそれ以前にもソロ作品に出演している。

## あらすじ
Oskarとその友達であるTommyとRobinが森に秘密基地を作り、そこで様々なゲームに興じる話である。

### SUN IN THE FOREST Part 1
その日、3人は森の中へと入り、秘密基地を作るために手頃な木や枝を伐り始める。Oskarが水筒の水を飲んでいるところに他の仲間の伐っている枝があたり、彼は水を被ってしまう。服がびしょ濡れになってしまったOskarは着ているものを脱いで伐採作業を始めるが、それを見た2人も彼に倣って全裸になる。ほどよくしてバリケードのようなものが完成し、3人はそこから少し離れた場所に空き缶の標的をこしらえて射撃に興じる。

### SUN IN THE FOREST Part 2
それからしばらくした日、3人はまた森へとやってきた。先日の裸で遊ぶことに心を良くした彼らは、今回は森に着くが早いか、さっそく服を脱ぎ始める。この間、作ったバリケードにもう一細工を加えて、ちょっとした東屋を完成させる。そしてそこを休憩所にしつつ、おもちゃの弓矢を用いてのアーチェリーゲームをしたり、森の探検をする。

### SUN IN THE FOREST Part 3
森は3人の秘密の遊び場としてすっかり定着していた。その日、彼らが持ってきたものはツイスターゲームだった。3人のうち1人がルーレットを回す役で、残る2人がツイスターの両側から互いに反対側まで渡るというルール。こうして順に役割を入替えながらゲームを続けていくが、勝敗は出せてもゲームクリアに到らないので1人でプレイするルールでさらにゲームを展開してゆく。

## 演出
本作を製作・販売しているPojkARTは少年を主体としたナチュリストビデオを主として取り扱っており、それは本作も例外ではない。一方、PojkARTは少年愛者を強く意識した作品を多く発表しており、これもまた本作は例外とは言えない。
こうした点は特にPart 3が顕著であると言え、「エッチ箱」の異名を持つツイスターゲームのみをテーマとして扱った作品となっている。他のものに比べて場面転換も少なく、ネタに終止しているとも言える内容である。

## 著作・制作
- 撮影・制作：Leroy
- 製作・販売：PORTJAK、PojkART

## 関連作品

### OSKAR The Woodland Spirit
OSKAR The Woodland Spirit（オスカー・ザ・ウッドランド・スピリット）は作品の位置付けとしては「SUN IN THE FOREST」五部作から続くものである。邦訳すると「木の国の妖精オスカー」といった意味になる。
内容は同様に森の中で戯れるOskar少年を描いたものであるが、本作は彼のソロ作品となっている。また、ロケの行われた森も「SUN IN THE FOREST」シリーズとは異なり、さらに深い針葉樹林である。本作の特徴は「SUN IN THE FOREST」シリーズのように森で戯れること目的としてやって来て、そして遊び終えて後にするといった場面がなく、故に服を脱いだり着たりする場面も存在しない、全編通してのヌード作品であることが挙げられる。
森の中を自転車で疾走し、また、その森の中で見付けた櫓を壊して遊ぶ様子が収録されている。
- 撮影・制作：Leroy
- 製作・販売：PORTJAK、PojkART

### WE ALL SWING TOGETHER AND FUN IN THE FOREST
WE ALL SWING TOGETHER AND FUN IN THE FOREST（ウィー・アー・スウィング・トゥゲザー・アンド・ファン・イン・ザ・フォレスト）は同じくPojkARTのビデオ作品であり、「SUN IN THE FOREST」シリーズのヒントとなったタイトルである。1991年作。
もともとは「WE ALL SWING TOGETHER」、「FUN IN THE FOREST」という2本のビデオ作品であり、DVD化に際して1つにまとめられた。2つは連続した内容となっており、登場する少年も同じであるが、ロケの行われた場所は違うものと思われる。内容は「SUN IN THE FOREST」シリーズと同様、森の中で全裸になってゲームに興じたり、秘密基地を作るといったものであるが、Oskarシリーズと比べて出演者の少年たちに自由に振舞わせており、その反面、シナリオ的なものが希薄である故に演出面として映像作品としての焦点が定まり切っていない点が見受けられる。
基本的に全編通して無声で、モーツァルトの曲がBGMとして使用されている。Oskarシリーズは一部を除いて音声は収録されているが、BGMにモーツァルトが多用されるあたりも本作に影響を受けていることが窺える。またタイトルの「FUN IN THE FOREST」と「SUN IN THE FOREST」の類似点も見られる。
- 出演：Leo, Luka, Ernest, Gabriel
- 撮影・制作：Viola
- 製作・販売：PojkART